# Best (Mika Nakashima)
Best è un album discografico di raccolta della cantante giapponese Mika Nakashima, pubblicato nel 2005.

## Tracce
1. Amazing Grace ('05)
2. Stars (new vocal '05)
3. Crescent Moon
4. Will
5. Resistance
6. Aishiteru (愛してる)
7. Love Addict
8. Find the Way
9. Yuki no Hana (雪の華)
10. Seven
11. Oborozukiyo: Inori (朧月夜～祈り)
12. Legend
13. Sakurairo Mau Koro (桜色舞うころ)
14. Glamorous Sky